# Gerhard Rummel
Gerhard Rummel är en östtysk kanotist.
Han tog bland annat VM-guld i K-2 1000 meter i samband med sprintvärldsmästerskapen i kanotsport 1975 i Belgrad.